# الدا گرین
الدا گرین (ارمنی: Էլդա Գրին; زاده ۱۰ مارس ۱۹۲۸ – درگذشته ۲۷ اکتبر ۲۰۱۶) نویسنده، روان‌شناس، استاد و کارشناس حقوقی اهل ارمنستان بود.

## زندگینامه
با نام اصلی الدا آشوتی گریگوریان (به ارمنی: Էլդա Աշոտի Գրիգորյան) در ۱۰ مارس ۱۹۲۸ در تفلیس، جمهوری شوروی سوسیالیستی گرجستان به دنیا آمد و از سال ۱۹۴۳ تا ۱۹۴۷ میلادی در دانشگاه دولتی زبان‌ها و علوم اجتماعی بروسوف ایروان تحصیل نمود. گرین استاد روان‌شناسی در دانشگاه دولتی ایروان بود. وی همچنین ده جلد کتاب داستان از جمله آنها «A Night Sketch» (۱۹۷۳)، «My Garden» (۱۹۸۳)، «We Want to Live Beautifully» (2000)، «Space of Dreams» (2004) و غیره را به چاپ رسانید. در سال ۲۰۱۰ داستان کوتاه «The Hands» در ایروان در یک جلد جداگانه به ۳۵ زبان از جمله ایسلندی، لوکزامبورگی، چینی، ژاپنی، هندی، عبری و غیره به چاپ رسید. وی در ۲۷ اکتبر ۲۰۱۶ در سن ۸۸ سالگی در ایروان درگذشت.